# Jacques-Joseph Oudet
Jacques-Joseph Oudet (Maynal, 18 ottobre 1772 – Vienna, 9 luglio 1809) è stato un militare francese.

## Biografia
Oudet nacque in un piccolo villaggio di montagna della Franca Contea; la sua famiglia apparteneva alla piccola borghesia colta (suo padre dirigeva la scuola locale). Nel 1792, dopo la dichiarazione di guerra della Francia rivoluzionaria all'Austria, venne eletto capitano del I battaglione dei volontari dello Giura. Fece parte della brigata comandata dal generale Malet, il futuro cospiratore del 1812, con cui Oudet, secondo lo scrittore Charles Nodier, nel 1796 avrebbe fondato la società segreta antinapoleonica dei Philadelphes. 
Dal curriculum militare di Oudet viene fuori tuttavia l'immagine di un militare leale allo stesso Napoleone Bonaparte da cui venne più volte onorato. Ferito più volte in battaglia, fra cui gravemente a San Bartolomeo al Mare (7 maggio 1800), prese parte alle campagne della Grande Armée del 1805, 1807 e 1808 distinguendosi particolarmente nella battaglia di Friedland (14 giugno 1807). Promosso colonnello il 31 gennaio 1809, venne poco dopo decorato con la Legion d'onore e il 6 giugno 1809 nominato barone dell'impero, titolo concesso con possibilità di passaggio ai discendenti per cui venne ereditato dal figlio Eliacin. Ferito gravemente durante la battaglia di Wagram (6 luglio 1809) morì tre giorni dopo. 